# Rhabdomastix strictivena
Rhabdomastix strictivena är en tvåvingeart som beskrevs av Alexander 1964. Rhabdomastix strictivena ingår i släktet Rhabdomastix och familjen småharkrankar. Inga underarter finns listade i Catalogue of Life.